# Feinbewegung

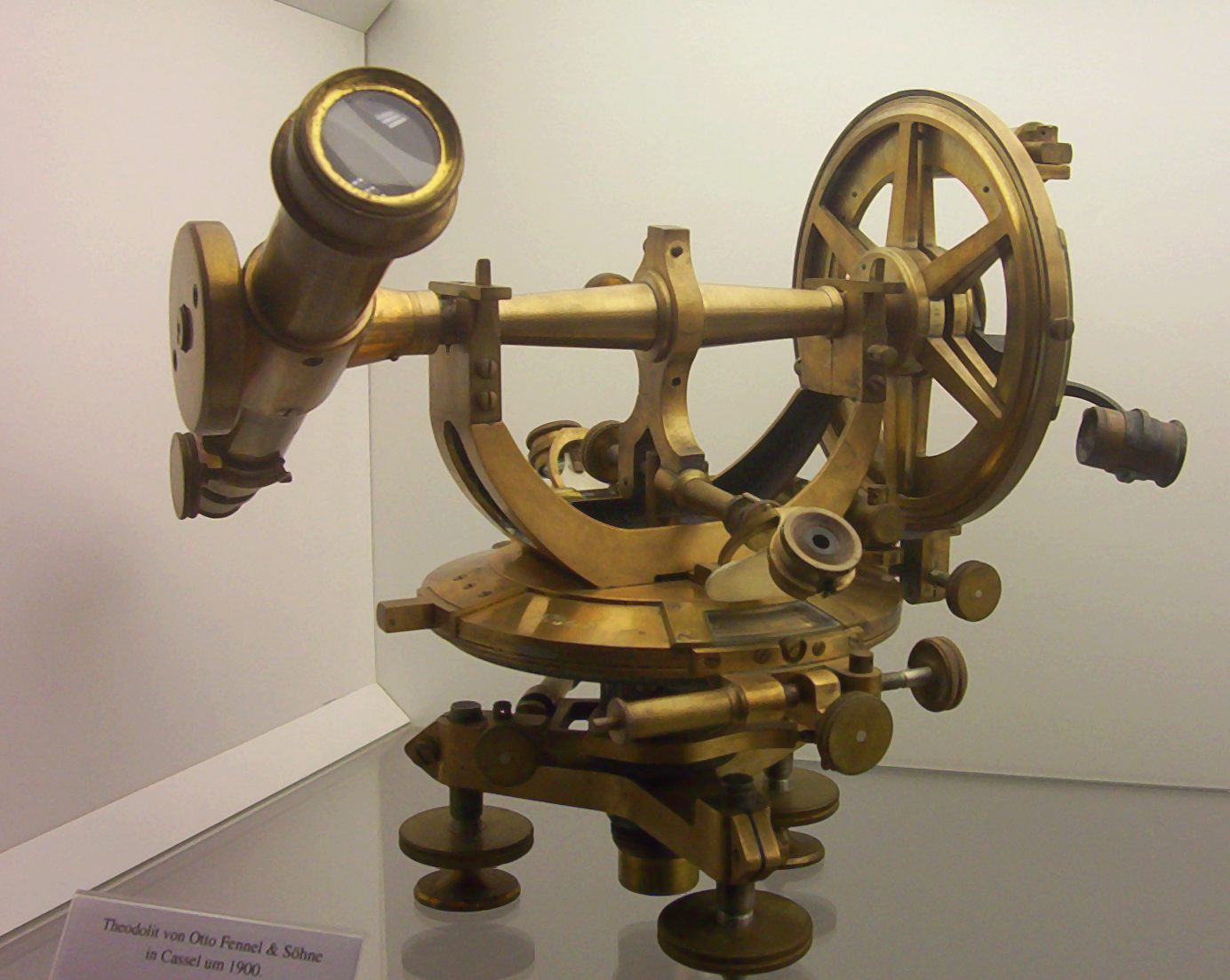
Fennel-Theodolit um 1900, vorne horizontale Feinbewegung und Klemme, darüber Lupe zur Kreisablesung; Höhen-Feinbewegung rechts hinten

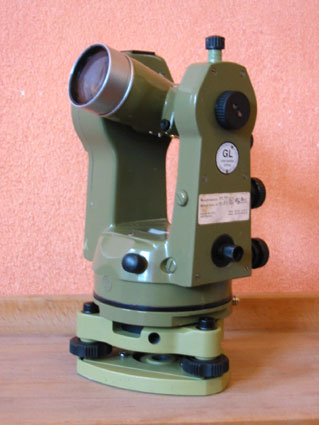
Sekundentheodolit DKM2-A. Die Feinbewegungen übereinander auf der Rückseite, die Klemmknöpfe vorne und ganz oben

Als Feinbewegung wird bei optisch-mechanischen Messinstrumenten eine Vorrichtung bezeichnet, mit der man das Instrument um eine (meist vertikale oder horizontale) Achse geringfügig drehen kann. Sie wird durch einen geriffelten oder gerändelten Drehknopf betätigt, bei computergesteuerten Geräten auch durch Pfeiltasten.
Die Feinbewegung selbst besteht bei älteren Instrumenten (bis etwa 1980) aus einer Gewindespindel, mit der ein an den Horizontal- bzw. Vertikalkreis angeklemmter Arm oder ein wegschwenkbares Schneckengetriebe bewegt wird. Bei neueren Geräten erfolgt die Drehung elektrisch, beispielsweise mit Schrittmotoren, deren Geschwindigkeit regelbar ist.

## Instrumente zur Winkelmessung
Theodolite, Universale und ähnliche geodätische Instrumente haben je eine Feinbewegung für die vertikale und die horizontale Achse. Drehungen um die vertikale Stehachse entsprechen einer kleinen Änderung der horizontalen Richtung des Messfernrohrs, jene um die horizontale Kippachse einer Änderung des Höhenwinkels. Die Drehknöpfe sind meist auf den okularseitigen Fernrohrstützen angebracht. Eine Vierteldrehung entspricht etwa 0,05 bis 0,1°, sodass die Einstellung gut sichtbarer Ziele auf einige Winkelsekunden möglich ist.
Moderne Sekundentheodolite und Tachymeter haben oft eine zweigängige Feinbewegung, was sogar Messungen auf ±1" ermöglicht. Die Kreisablesungen erfolgen in einem Messmikroskop direkt neben dem Fernrohrokular.

Sextanten haben nur eine Feinbewegung, welche direkt in das Schneckengetriebe des Messkreises (im Bild arc) eingreift. Eine Drehung entspricht 1 Grad, die Bogenminuten werden auf der Mikrometertrommel (micrometer drum) abgelesen und zum Gradwert des Messkreises addiert.
Auch bei Nivelliergeräten ist nur eine (horizontale) Feinbewegung vorhanden. Meist handelt es sich um ein auf Reibung sitzendes Schneckenrad, das man manuell in die Beobachtungsrichtung dreht und dann mit dem Feintrieb auf die Messlatte einrichtet.

## Astronomische Instrumente

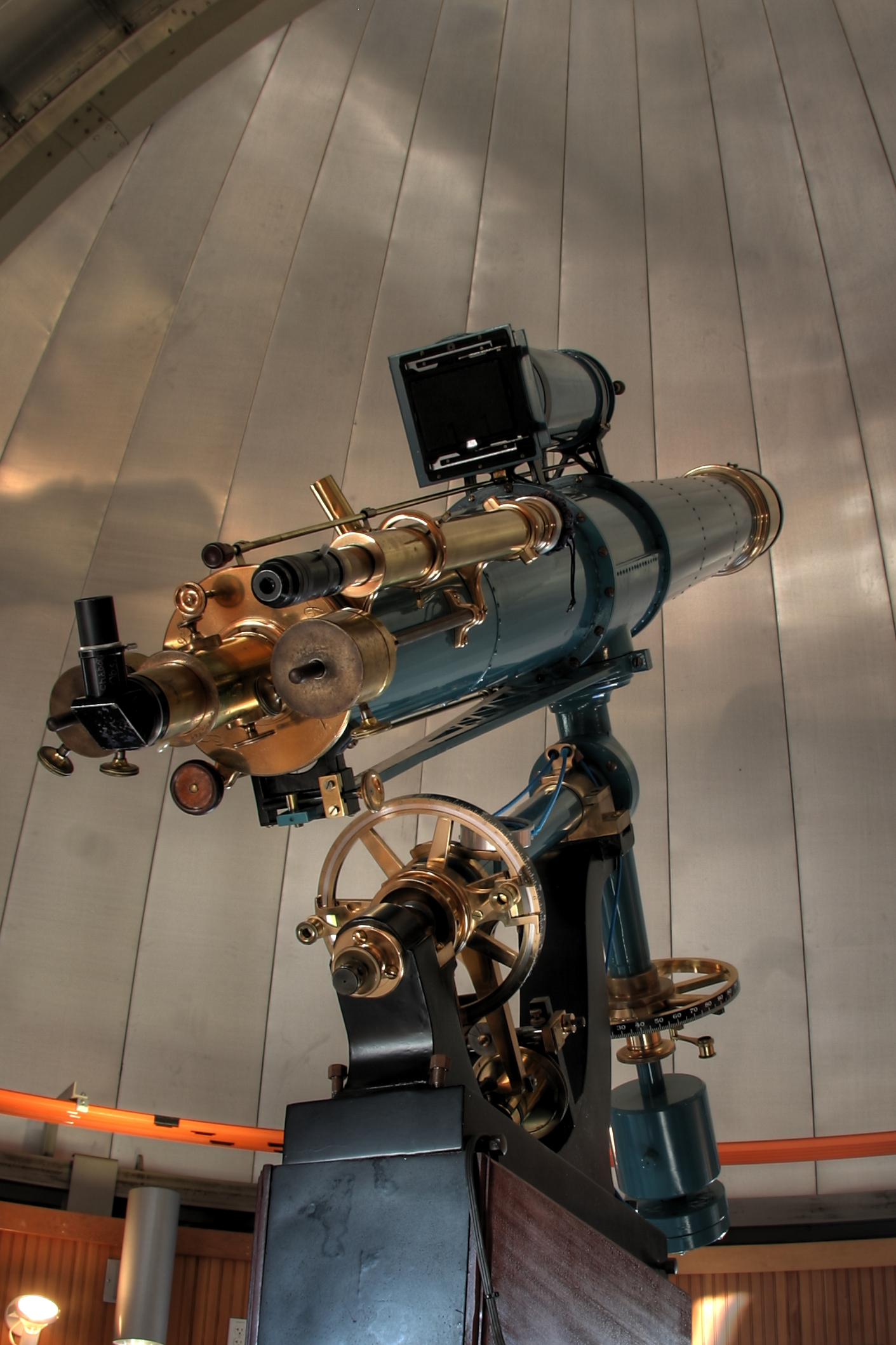
20-cm-Refraktor Oakland 1883, am 3 m langen Tubus oben eine Kamera, unten der lange Arm mit Feinbewegung

Während Handteleskope oder Aussichtsfernrohre manuell bewegt werden, besitzen Astronomische Fernrohre je nach Größe eine massive Montierung mit Klemmung und Feinbewegung für beide Achsen. Eine Ausnahme bilden nur die Dobson-Teleskope, bei deren einfacher Montierung meist darauf verzichtet wird. 

Die Montierung ist je nach Aufwand entweder azimutal oder  äquatorial (parallaktisch).

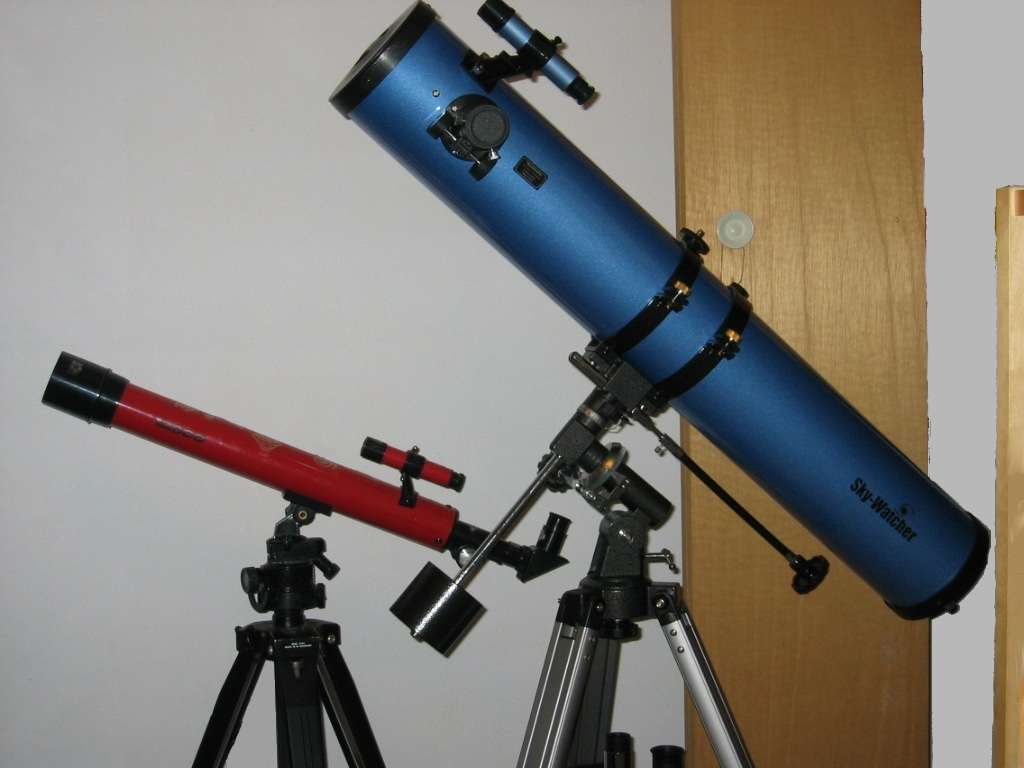

Kleine Amateurteleskope (Bild links) haben als Feinbewegung meist biegsame Wellen, die auf die Schneckenräder der beiden Achsen zugreifen. Diese bei kleinen Raddurchmessern sehr preiswerte Lösung hat den Nachteil, dass die Bewegung nicht fein dosierbar und oft ruckartig erfolgt. Eine Nachführung der Sterne genauer als auf Zehntelgrad ist damit kaum möglich.
Mittelgroße Amateurteleskope – etwa ab dem Sechs- oder Achtzöller – haben im Regelfall eine äquatoriale Montierung mit manueller oder elektrischer Nachführung. Die Feinbewegung der Deklinations- und der Stundenachse greift bei älteren Instrumenten meist an einem an die Achse geklemmten Arm mit einer Gewindespindel an, deren Drehung der Beobachter direkt oder über eine Welle betätigt. Bei Montierungen mit Schrittmotoren wird hingegen deren Geschwindigkeit über einen Widerstand geregelt, bzw. bei Go-to-Montierungen über einen Handcomputer.